# Robert Leipertz
Robert Leipertz (Jülich, 1º febbraio 1993) è un calciatore tedesco, centrocampista dell'Ulma in prestito dal Magdeburgo.

## Carriera
In carriera ha giocato complessivamente 6 partite nella prima divisione tedesca e 250 partite nella seconda divisione tedesca.